# Yên xe đạp

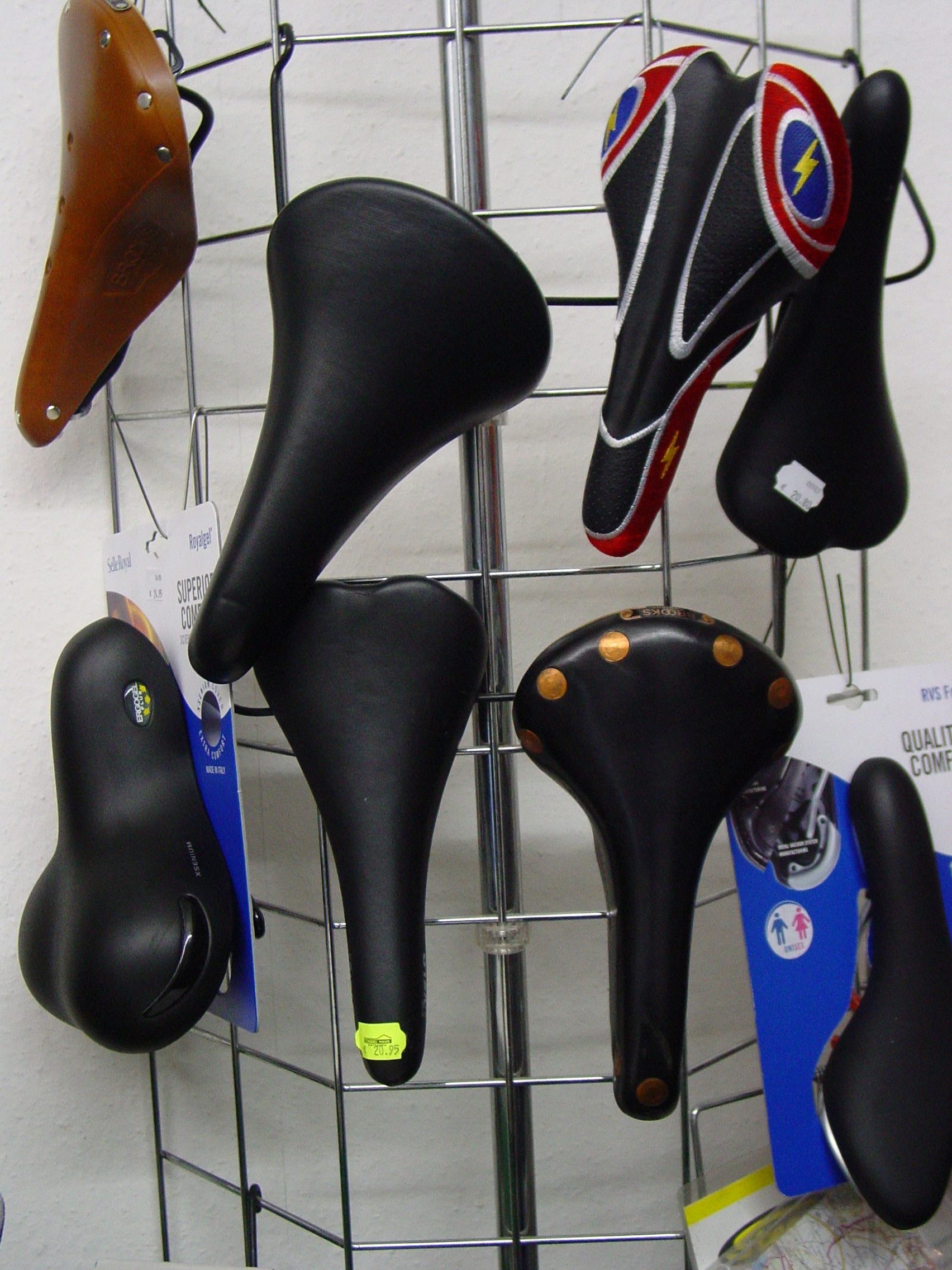
Các kiểu dáng yên xe đạp

Yên xe đạp (tiếng Anh: bicycle saddle) là phần đệm để ngồi trên một chiếc xe đạp tiêu chuẩn. Đây là một trong 5 điểm tiếp xúc giữa người lái với xe, bên cạnh và 2 bàn đạp và 2 tay cầm. Yên xe đạp cũng có chung một công dụng như yên ngựa, đó là để ngồi lên.

## Hình ảnh

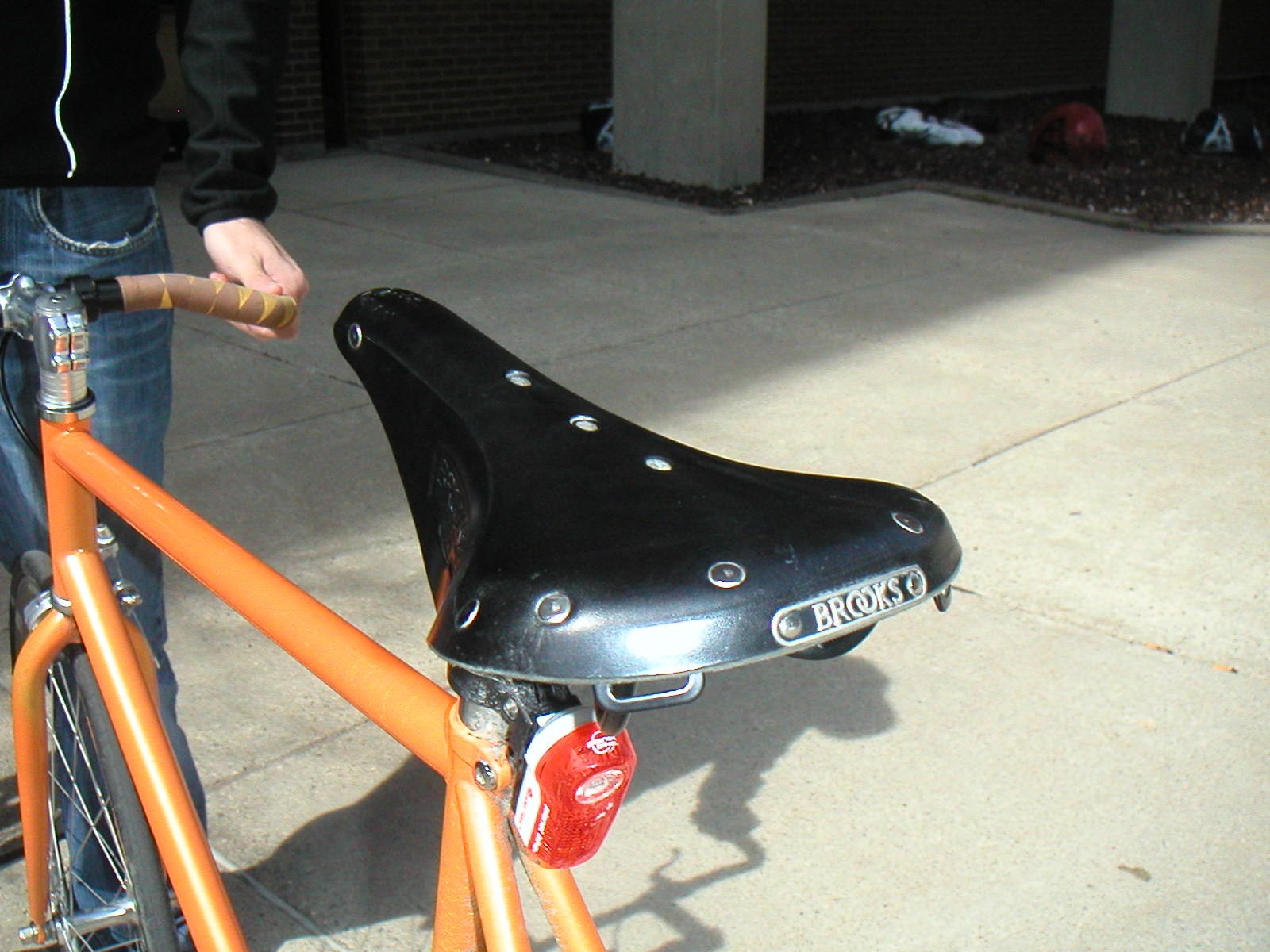
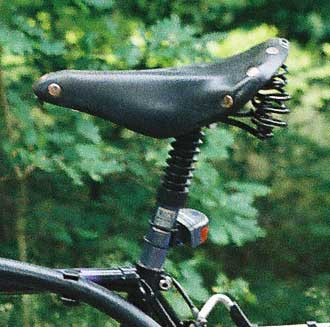
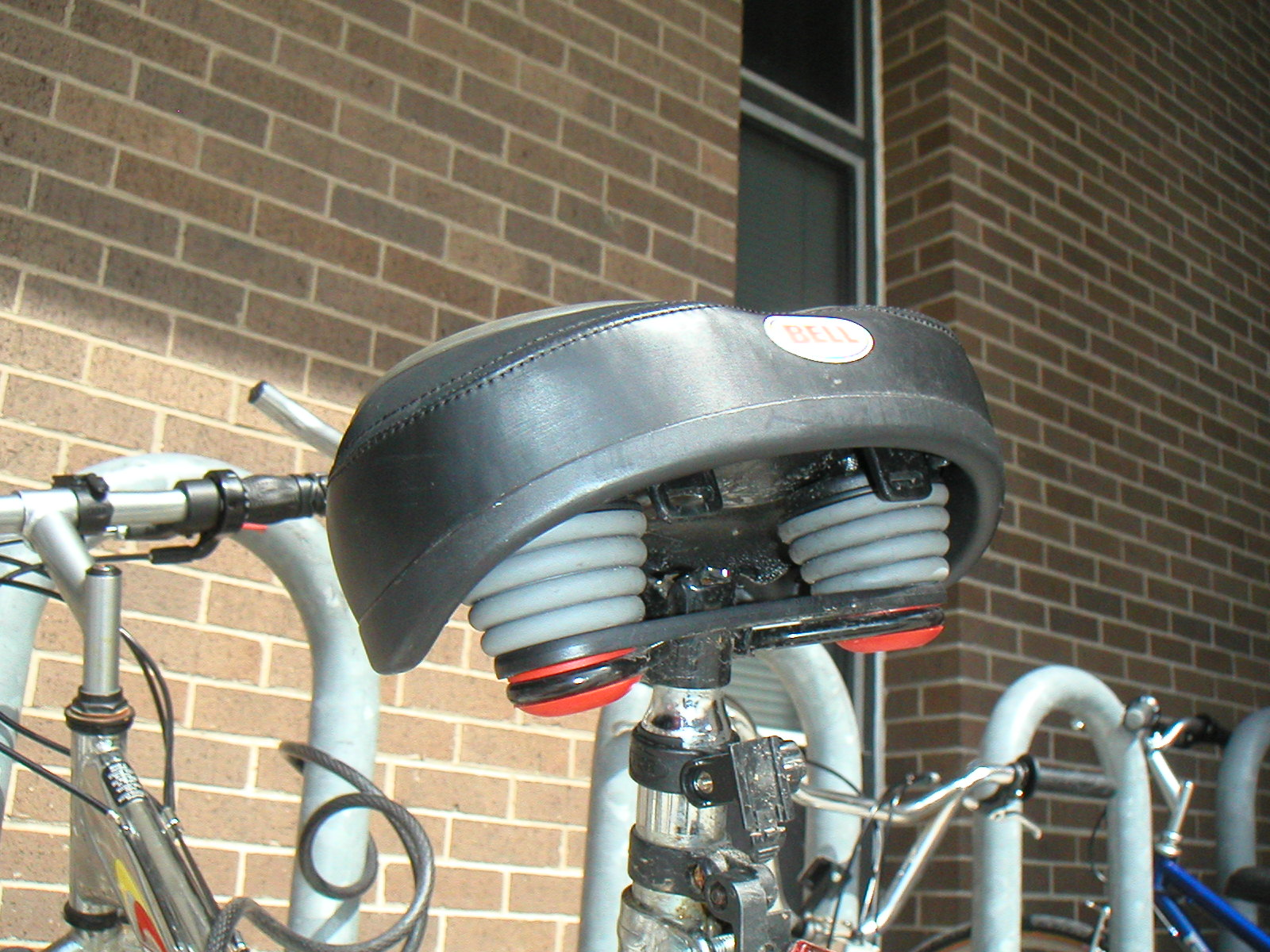
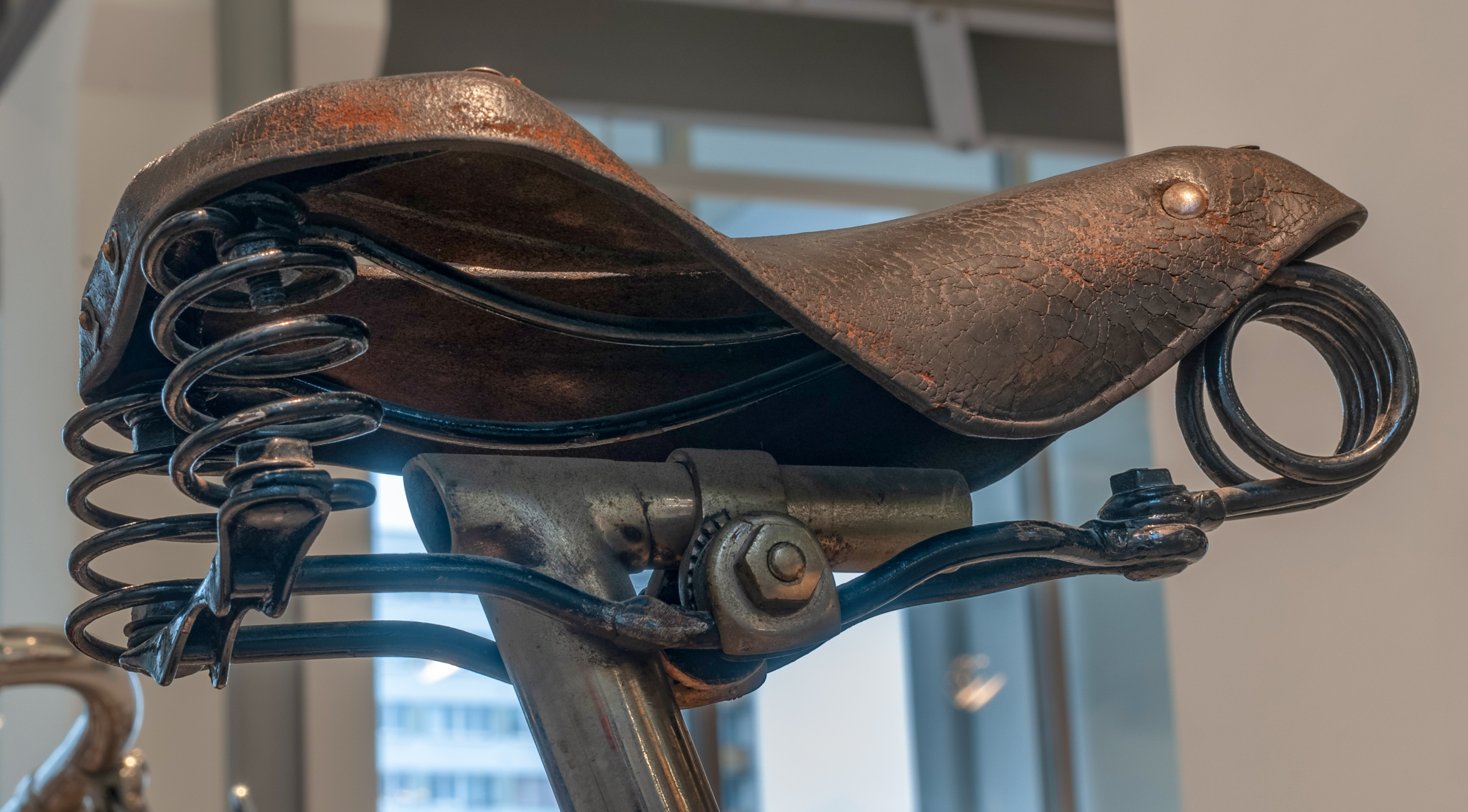